# 安全寺坂
座標: 北緯35度38分50.9秒 東経139度44分30.6秒 / 北緯35.647472度 東経139.741833度

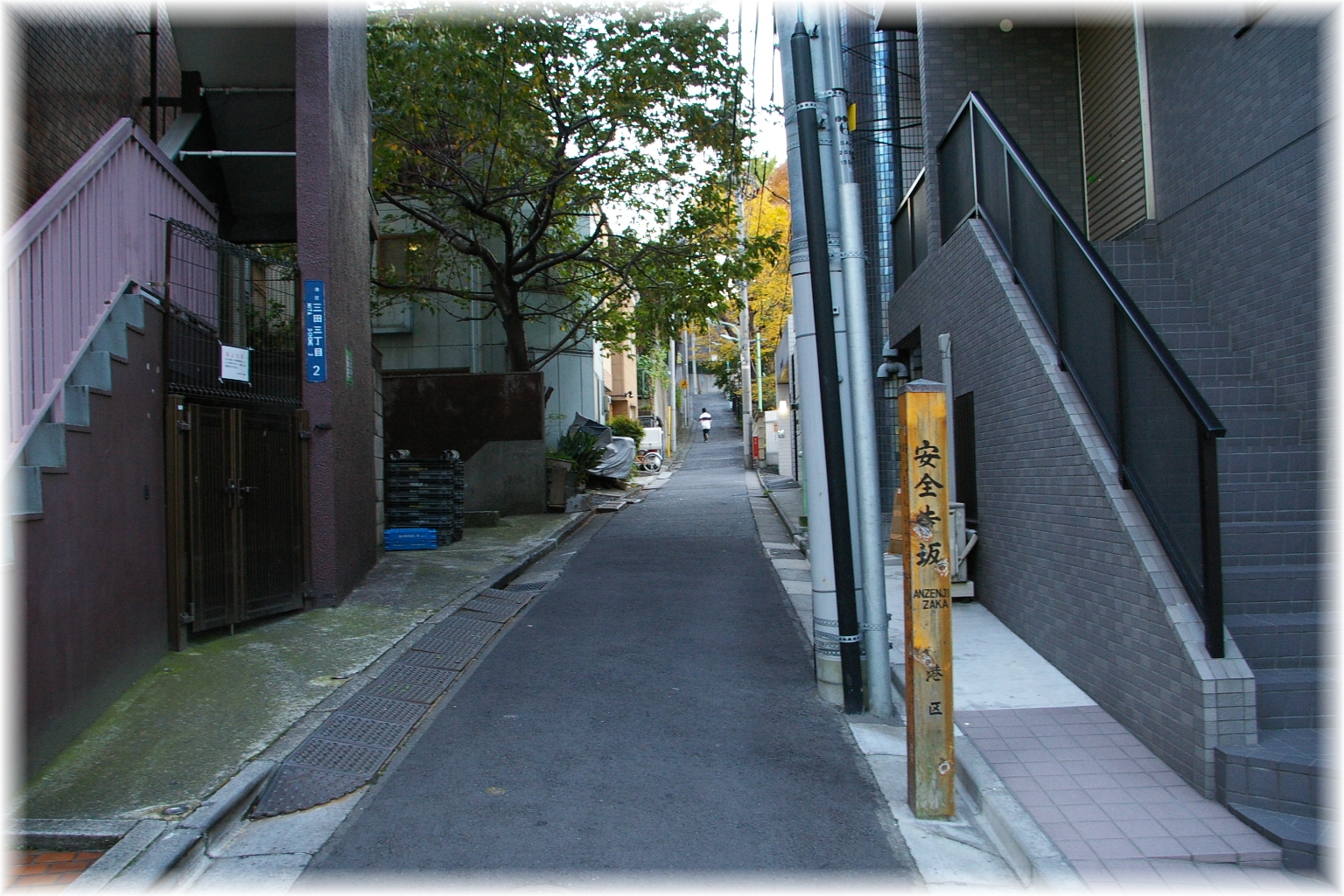
坂下より

安全寺坂（あんぜんじざか）は、東京都港区三田四丁目1番地と三田三丁目2番地の間の坂道である。桜田通りの慶応義塾大学正門前付近から普連土学園へ上る細い坂で、頂上で左に曲がると潮見坂となり、そのまま進むと右に折れて蛇坂に続き、再び桜田通りに出る。坂の東側に沿って香川育英会東京学生寮が存在する。
坂の西側に江戸時代初期に安全寺があったことから名付けられた。安全寺は寛永元年（1624年）の創建で、徳川家綱の代に元麻布3丁目へと移転し、同地に現存している。移転後坂上には寛文2年（1662年）伊皿子七軒町が起立し、また延宝8年（1680年）には長運寺が飯倉から移転している。
隣の蛇坂から安珍・清姫伝説を連想して誤って「安珍坂」と呼ばれたり、「安楽寺坂」「安泉寺坂」などとも書かれたことがあった。